# La vida és bella
La vida és bella (títol original en italià La vita è bella) és una pel·lícula italiana dirigida i protagonitzada per Roberto Benigni i estrenada el 1997. Ha estat doblada al català.

## Argument
Benigni defineix ell mateix la seva pel·lícula com una faula. Guido troba i sedueix la seva futura dona, Dora. Uns anys més tard tenen un fill, anomenat Josué, i, pel fet de ser jueus, són deportats a un camp de concentració nazi. Allà fa creure al seu fill que els treballs del camp són, en realitat, un joc, l'objectiu del qual seria guanyar un tanc. Amb aquesta idea, Guido aconsegueix amagar al seu fill la vida al camp i fer-l'hi suportable.
La música escollida contribueix molt a aquest univers de conte: cada personatge posseeix, de fet, la seva pròpia melodia, que sona en cadascuna de les seves aparicions a la pel·lícula (melodia de la parella, melodia del nen, etc.).

## Repartiment
- Roberto Benigni: Guido Orefice
- Nicoletta Braschi: Dora
- Giorgio Cantarini: Giosuè Orefice
- Pietro De Silva: Bartolomeo
- Horst Buchholz: el doctor Lessing
- Marisa Paredes: la mare de Dora
- Giustino Durano: l'oncle de Guido
- Sergio Bustric: Ferruccio Papini

## Premis i nominacions

### Premis
- 1998: Gran Premi (Festival de Canes) per a Roberto Benigni
- 1999: Oscar a la millor pel·lícula de parla no anglesa
- 1999: Oscar al millor actor per a Roberto Benigni
- 1999: Oscar a la millor banda sonora per a Nicola Piovani
- 1999: BAFTA al millor actor per a Roberto Benigni
- 1999: César a la millor pel·lícula estrangera
- 2000: Goya a la millor pel·lícula europea

### Nominacions
- 1998: Palma d'Or per a Roberto Benigni
- 1999: Oscar al millor director per a Roberto Benigni
- 1999: Oscar al millor guió original per a Vincenzo Cerami i Roberto Benigni
- 1999: Oscar a la millor fotografia per a Elda Ferri i Gianluigi Braschi
- 1999: Oscar al millor muntatge per a Simona Paggi
- 1999: BAFTA a la millor pel·lícula de parla no anglesa
- 1999: BAFTA al millor guió original per a Vincenzo Cerami i Roberto Benigni
- 2000: Grammy a la millor composició instrumental escrita per a pel·lícula, televisió o un altre mitjà visual per a Nicola Piovani